# 宗人府
宗人府是中国明清时期管理皇家宗室事务的机构。掌管皇帝九族的宗族名冊，按時撰寫帝王族譜，記錄宗室子女嫡庶、名字、封號、世襲爵位、生死時間、婚嫁、諡號安葬的事。凡是宗室陳述請求，替他們向皇帝報告，引進賢才能人，記錄罪責過失之機構。受中國文化的影響，越南歷史上亦設有宗人府。

## 中國

### 明朝
设立于明朝初期，洪武三年（1370年）称大宗正院，洪武二十二年（1389年）改称宗人府。其长官为宗人令，此职为亲王担任。但后来，以元勛外戚大臣兼領宗人府的事情，不專門設官，宗人府又归于礼部管理，而它所管轄的事都移交給禮部。

#### 屬官
- 宗人令：一人，正一品，秦王朱樉任；
- 左宗正：一人，正一品，晉王朱棡任；
- 右宗正：一人，正一品，燕王朱棣任；
- 左宗人：一人，正一品，周王朱橚任；
- 右宗人：一人，正一品，楚王朱楨任。

歸禮部管理後之屬官：
- 經歷司，經歷一人，正五品，掌管發收公文。

### 清朝
宗人府這個機構在清朝時期沿设。

#### 主要官吏及其執掌[3]
- 堂官
  - 宗令，一人，初制以宗室親王、郡王統理，後不拘爵位。掌皇族屬籍，修輯玉牒，奠昭穆，序爵祿，麗派別，申教誡，議賞罰，承陵廟祀事。
  - 左右宗正，各一人，初制以宗室貝勒、貝子兼攝，後不拘爵位。輔佐宗令。
  - 左右宗人，各一人，初制以宗室鎮國公、輔國公、將軍兼攝，後不拘爵位。輔佐宗令。
  - 府丞，漢一人，正三品，掌校漢文冊籍。

- 屬官
  - 滿堂主事，二名，正六品，掌清文奏稿
  - 漢堂主事，二名，正六品，掌漢文典籍
  - 經歷司經歷，正六品，掌出納文移，宗室擔任
  - 左右二司理事官，正五品，左右二司分掌左、右翼宗室、覺羅譜牒，序錄子女嫡庶、生卒、婚嫁，官爵、名謚；並覈承襲次序，秩俸等差，及養給優恤諸事，宗室為之
  - 左右二司副理事官，從五品，輔佐理事官，宗室為之
  - 左右二司主事，俱各二人，宗室為之
  - 左右二司委署主事，俱各二人，宗室為之
  - 左右二司筆帖式，各二十四人，宗室為之，掌繙譯文書
  - 左右二司效力筆帖式，各二十四人，宗室為之

#### 重要更動年表
- 順治九年
  - 設宗人府
  - 置宗令一人，親王、郡王為之
  - 左、右宗正，貝勒、貝子兼攝，各一人
  - 左、右宗人，鎮國公、輔國公及將軍兼攝、後擇賢，不以爵限，各一人。
  - 啟心郎，覺羅一人，漢軍二人，初制，秩視理事官，與府丞並為正官，始以滿臣不諳漢語，議事令坐其中，後多緣以為奸。九年啟心郎改視侍郎
  - 郎中六人
  - 員外郎四人，以覺羅為之，嗣改覺羅、滿洲參用
  - 主事三人，以覺羅為之，嗣改覺羅、滿洲參用
  - 堂主事二人
  - 經歷三人，宗室、滿洲二人，漢一人
  - 筆帖式二十有四人。後增減無恆。初為他赤哈哈番、筆帖式哈番，尋改六、七、八品及無頂戴筆帖式。各部同。
- 康熙十二年
  - 裁啟心郎
  - 增滿洲主事一人，分隸左、右二司
- 康熙三十八年
  - 郎中裁二人
  - 經歷裁漢缺
- 雍正元年
  - 增漢主事二人。用進士出身者
- 雍正二年
  - 改郎中為理事官，並定為宗室、滿洲參用。
  - 改員外郎為副理事官，並定為宗室、滿洲參用。
- 乾隆二十九年
  - 經歷改用宗室
  - 允府丞儲麟趾奏，理事官、副理事官始專用宗室人員
- 乾隆五十三年
  - 增置委署主事四人，筆帖式改

## 越南
受到中國文化影響，越南亦設有相似的機構。
陳朝末年，越南仿中國明朝，設立宗正府，後改名大宗正府。後黎朝時，改名宗人府。阮朝初期，仍設宗人府；1841年（紹治元年），為避紹治帝阮福綿宗諱，改名尊人府。1897年（成泰九年），尊人府不再歸阮朝朝廷管理，而被劃入法屬印度支那聯邦的中圻欽使座直接管理。

## 外部連結
[在维基数据编辑]
 《欽定古今圖書集成·明倫彙編·官常典·宗人府部》，出自陈梦雷《古今圖書集成》